# Ostroh
Ostroh (ukrainsk: Остро́г; polsk: Ostróg) er en historisk by beliggende i Rivne oblast (provins) i det vestlige Ukraine, ved floden Horyn. Ostroh er administrativt centrum i Ostroh rajon (distrikt). Administrativt er Ostroh en by af regional betydning og hører ikke til rajonen.
Byen har 14.894 (2022) indbyggere.

## Historie
I Hypatiuskrøniken nævnes Ostroh første gang i 1100, som en fæstning for Volhynske prinser. Siden det 14. århundrede var den sæde for den magtfulde fyrstefamilie Ostrozky, som udviklede deres by til et stort center for lærdom og handel.
Her blev den første højere uddannelsesinstitution i det moderne Ukraine, Ostroh akademiet (en) oprettet i 1576. Desuden blev de første østslaviske bøger, især Ostrog-biblen, trykt her i det 16. århundrede.

## Galleri
- Indgangen til det ortodokse katedralkompleks.
- Epifaniakatedralen (ca. 1521, restaureret 1887–91)
- Tatarisk tårnport (ca. 1500)
- Det nye runde tårn (ca. 1500)
- Trinityskirken fra det 15. århundrede, Mezjyritji-klosteret
- Ostroh jernbanestation 14 km fra Ozenin.